# Insulinkalkulator
En insulinkalkulator er et beregningsværktøj. Kalkulatoren kan benyttes af alle insulinkrævende diabetikere, type 1 såvel som type 2. 
Ved at indtaste sine data, finder kalkulatoren diabetikerens personlige følsomhed overfor insulin og kulhydrater, herefter tastes blodsukkerniveauet og insulinkalkulatoren er efterfølgende i stand til at vise den nøjagtige dosis hurtigvirkende insulin, der skal benyttes til at nedsætte blodsukkeret til nomalniveauet, hvilket er 4-6 Mmol/l. Også i forbindelse med fødeindtag hvor blodsukkeret kan være for lav, (føling) vil kalkulatoren beregne den mængde insulin der kræves for at bibeholde et stabilt blodsukker, altså den insulinmængde der kræves for at kunne bearbejde et måltid, uden at blodsukkeret igen stiger over normalniveauet. Kalkulatoren er i stand til at bearbejde insulindosis ud fra diabetikerens eget ønsketal for eksempel før sport, eller sengetid. Med kalkulatoren kan diabetikeren vælge føde, og tidspunkt for føde, fuldstændig på lige fod med ikke-diabetikere.
Kalkulatoren kan samarbejde med diabetikerens kulhydrattællinger.
Insulinkalkulatoren findes som en del af diabetes hjælpemidler.
 Der er for få eller ingen kildehenvisninger i denne artikel, hvilket er et problem. Du kan hjælpe ved at angive troværdige kilder til de påstande, som fremføres i artiklen.